# هوفاتو كوياري
هوفاتو كوياري (بالإنجليزية: Hovatu - koiari)‏ في معتقد الأوروكيفا (بابوا غينيا الجديدة) هو روح الولد الميت أو المجهض. والروح قدم عالية ولها ذيل طويل، تجره خلفها كلما سارت، وتلقيه على كتفها عندما تجلس. وتعيش هذه الروح في مستنقعات نخيل الساغو ويمكن سماعها أحيانا تغني أغنيات حزينة، حين يصطك نخيل الساغو.